# بشير بدر
بشير بدر (بالإنجليزية: Bashir Badr)‏ (و. 1935  م) هو شاعر، وكاتب من الهند، والراج البريطاني، ولد في أيوديا.

## التعليم
تعلم في جامعة عليكرة الإسلامية
.

## جوائز
حصل على جوائز منها:
- جائزة أكاديمية شايتا  [لغات أخرى]‏، عن عمل: Aas  [لغات أخرى]‏ (1999)[4]
- جائزة بادما شري في الآداب والتعليم ‏
- جائزة أكاديمية شايتا  [لغات أخرى]‏